# Алимов, Сали
Сали́ Али́мов (узб. Соли Олимов; 1900, село Яркишлак — 1992, Сузакский район, Джалал-Абадская область) — председатель колхоза имени Кирова Сузакского района Джалал-Абадской области, Киргизская ССР. Герой Социалистического Труда (15.02.1957). Депутат Верховного Совета СССР 3-го созыва. Депутат Верховного Совета Киргизской ССР 1, 2, 4-го созывов. Заслуженный работник сельского хозяйства Киргизской ССР (1945).

## Биография
Родился в 1900 году в селе Яр-Кыштак Андижанского уезда (ныне — Сузакский район Джалал-Абадской области) в семье дехканина, по национальности узбек.
С 1930 года трудился разнорабочим, звеньевым в одном из колхозов Сузакского района. В 1937 г. звеньевой колхоза «Яшляр» Джалал-Абадского района Сали Алимов получил урожай хлопка на площади в 5 га по 102 ц/га.
В 1940 году вступил в ВКП(б). В 1945 году избран председателем хлопководческого колхоза имени Кирова Сузакского района.
В 1956 году колхоз имени Кирова собрал на 935 гектарах в среднем по 30,97 центнеров хлопка-сырца с каждого гектара. Указом Президиума Верховного Совета СССР от 15 февраля 1957 года за выдающиеся успехи, достигнутые в деле увеличения производства сахарной свеклы, хлопка и продуктов животноводства, широкое применение достижений науки и передового опыта в возделывании хлопчатника, сахарной свеклы и получение высоких и устойчивых урожаев этих культур удостоен звания Героя Социалистического Труда с вручением ордена Ленина и золотой медали «Серп и Молот».
Избирался депутатом Верховного Совета СССР 3-го созыва (1950—1954) и депутатом Верховного Совета Киргизской ССР 1, 2, 4-го созывов (1938—1950) и (1954-1958 годы). Заместитель председателя Верховного Совета Киргизской ССР в 1938—1946.
Награды
- Герой Социалистического Труда (15.02.1957)
- Орден Ленина — дважды
- Орден Трудового Красного Знамени — дважды
- Орден «Знак Почёта»

## Написанные книги
- Алимов С. Зеленые квадраты на хлопковых полях / Записал и лит. обработал А. Ю. Акчурин. — Фрунзе: Киргизгосиздат, 1956 (вып. дан. 1957)